# Atari Star Wars Vector
Atari Star Wars Vector es una Placa de arcade creada por Atari destinada a los salones arcade.

## Descripción
El Atari Star Wars Vector fue lanzada por Atari en 1983, y como lo dice su nombre, sus gráficos están basados en vectores.
El sistema tenía dos procesadores 6809 a una frecuencia de 1.5 MHz  y cuatro chips de sonido Pokey a 1.5 MHz más un TMS5220 a 640 kHz. el juego The Empire Strikes Back tiene adicionalmente un chip de protección Slapstic 137412-101.
En esta placa funcionaron 2 títulos de la serie Star Wars.

## Especificaciones técnicas

### Procesador
- 2x 6809 a una frecuencia de 1.5 MHz

### Audio
Chips de sonido:
- 4x Pokey a 1.5 MHz
- TMS5220 a 640 kHz

### Protección
- Slapstic 137412-101 (solo disponible en el juego The Empire Strikes Back)

## Lista de videojuegos
- Star Wars
- The Empire Strikes Back